# Episodi de La casa del guardaboschi (ventiduesima stagione)
La ventiduesima stagione della serie televisiva La casa del guardaboschi è in onda dal 7 ottobre 2011 al 13 gennaio 2012 sul canale ZDF.
| nº | Titolo originale         | Titolo italiano | Prima TV Germania | Prima TV in italiano |
| -- | ------------------------ | --------------- | ----------------- | -------------------- |
| 1  | Hals über Kopf           |                 | 7 ottobre 2011    |                      |
| 2  | Ins kalte Wasser         |                 | 14 ottobre 2011   |                      |
| 3  | Kräftemessen             |                 | 21 ottobre 2011   |                      |
| 4  | Das Geheimnis im Moor    |                 | 28 ottobre 2011   |                      |
| 5  | Zwischen den Stühlen     |                 | 4 novembre 2011   |                      |
| 6  | Entscheidung aus Liebe   |                 | 11 novembre 2011  |                      |
| 7  | Ein verlockendes Angebot |                 | 18 novembre 2011  |                      |
| 8  | Bauchgefühl              |                 | 25 novembre 2011  |                      |
| 9  | Ausgebremst              |                 | 2 dicembre 2011   |                      |
| 10 | Verloren gegangen        |                 | 9 dicembre 2011   |                      |
| 11 | Komische Vögel           |                 | 16 dicembre 2011  |                      |
| 12 | Unter Druck              |                 | 23 dicembre 2011  |                      |
| 13 | Sina                     |                 | 30 dicembre 2011  |                      |
| 14 | Rückkehr                 |                 | 6 gennaio 2012    |                      |
| 15 | Wettkampffieber          |                 | 13 gennaio 2012   |                      |